# 德川家康
德川家康（日语：〔〕／〔〕 Tokugawa Ieyasu；1543年1月31日—1616年6月1日）是日本江户幕府時代的初代将军、庆长八年至元和二年期间日本的实际统治者。
本姓松平，幼名為松平家繼承者通稱的竹千代，通稱次郎三郎或藏人佐，是松平家第九代家督。接受主君今川家第九代家督今川義元的偏諱，拜領元字，初名為松平元信，後來立誓要做為像祖父松平清康那種出色人物而取祖父松平清康的康字，改名元康，桶狹間之戰後，投靠織田信長，脫離今川家獨立，捨棄今川義元的元字，改名家康。後將姓氏由松平改為德川。德川家康的家系是三河国（今日本爱知县）的国人富豪松平氏，松平氏根据考证可能源自賀茂氏或藤原氏，后德川家康自称源自源氏。德川家康是德川氏（包括將軍家及御三家）的家祖。
今川義元在桶狹間合戰戰死後，與少時玩伴織田信長結為「清洲同盟」，多次協助織田家擊敗強敵淺井氏、朝倉氏、武田氏，並與武田信玄不斷蠶食今川家的領地駿河、遠江，壯大自己的勢力。本能寺之變發生後，清洲同盟瓦解。對在織田信長死後接掌其霸業並迅速崛起的羽柴秀吉深感威脅，於是雙方不久爆發了戰爭，與羽柴秀吉在小牧·長久手之戰中對峙，然而及後又迫於戰局形勢和外交壓力而向其臣服。小田原之戰後，豐臣秀吉消滅了北條家，統一了整個日本。豐臣秀吉將北條家的領地關東地方則轉封給德川家康，雖然德川家失去長年經營的故土三河，但卻得到了豐臣政權下各大名中最大的領地，並且能夠在遠離豐臣家的情況下重新發展自己的勢力。在豐臣秀吉成為太閤時，擔任五大老之一。當豐臣秀吉病死後，在關原合戰中率領東軍戰勝擁護豐臣政權的西軍，確定了德川家的霸權。慶長八年（1603年）受後陽成天皇詔封為征夷大將軍，並在江戶開創幕府。慶長十九年至慶長二十年，經歷大坂冬之陣和大坂夏之陣兩次大戰，終於成功消滅豐臣家，江戶幕府統治體制從此堅如磐石，日本正式進入和平時期。
在日本歷史上，德川家康創建了幕藩體制，其所建立的江戶幕府其後統治日本達264年，史稱江戶時代。德川家康與安土桃山时代的織田信長、豐臣秀吉並稱「戰國三傑」。
德川家康在消滅豐臣氏的次年（1616年），受後水尾天皇詔封為太政大臣，不久於駿府城內逝世，經日本朝廷賜封“東照大權現”，成為江戶幕府之神，在日光東照宮供奉。

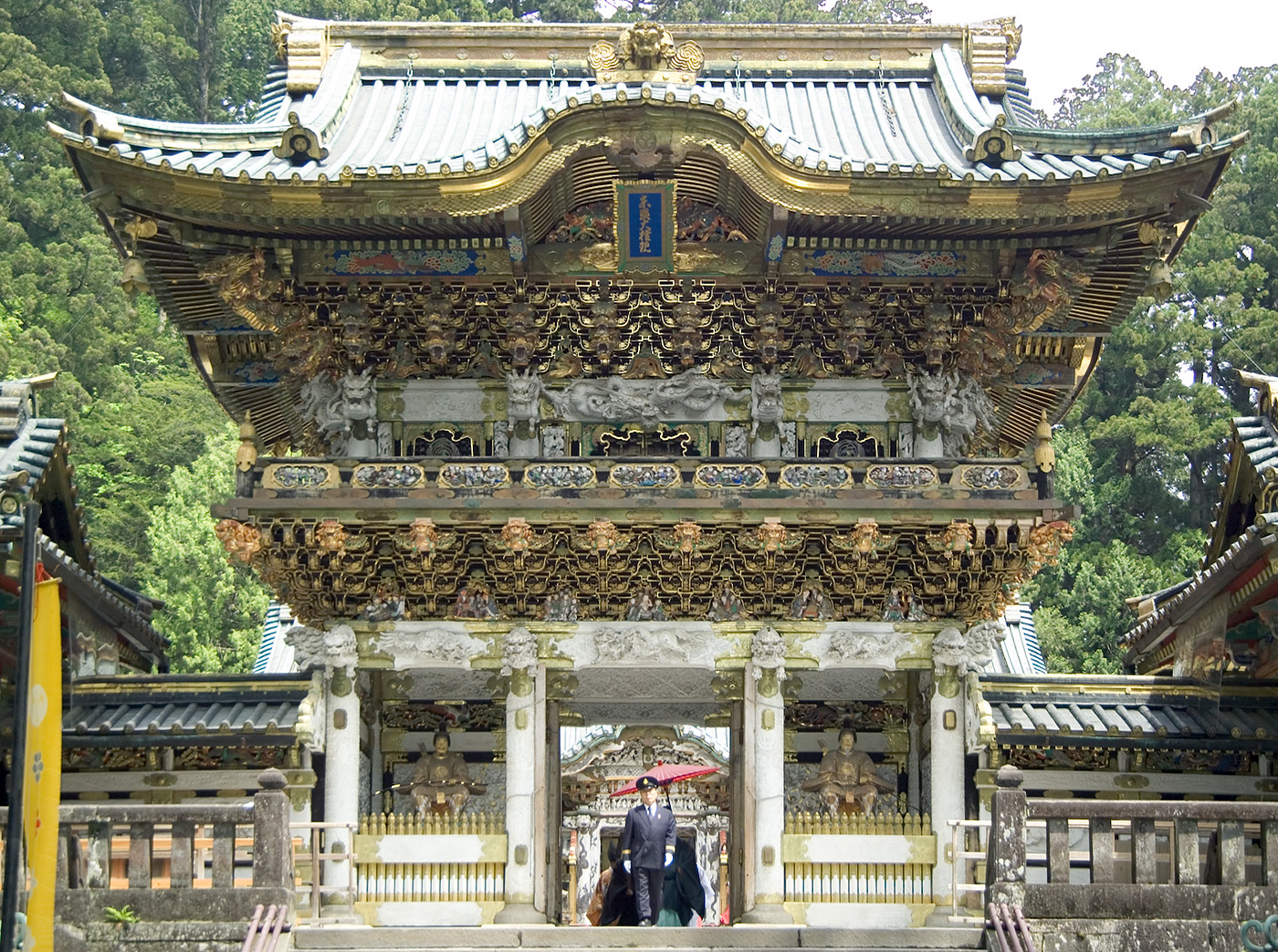
日光東照宮陽明門

## 經歷

### 今川時期（1542年－1562年）
1542年1月31日（天文十一年十二月二十六日），德川家康出生於三河國的岡崎城，原名松平元康（日语：／ Matsudaira Motoyasu），幼名松平竹千代（日语：／ Takechiyo）。
德川家康父親為松平廣忠，母親為於大之方。松平家位於今川與織田兩強大大名之間，父系家族偏今川家，母系偏織田家，此出身讓竹千代幼年充滿矛盾與危機。3歲時，母系家族首領水野忠政病逝，由水野信元繼任，信元隨後投向織田家，但其父親松平廣忠則帶竹千代投向今川家，並被迫與其母親於大之方離婚。6歲時，遭父親繼室之父戶田康光出賣被織田家奪為人質。8歲時，父親廣忠遭刺殺身亡，之後今川家打敗織田家，又將竹千代奪為人質用以控制岡崎城。
1560年（永祿三年），今川義元為了上洛，引軍進入尾張與首當其衝的織田軍交戰，元康參與該戰役，並擔任先鋒，負責突襲丸根城，並且取得丸根城守將佐久間大學的首級。不過今川义元於在戰役期間因為大意輕敵受到織田信長的奇襲（即桶狹間之戰），遭到信長的部下毛利新助和服部小平太梟首，其後元康返回岡崎城，元康原本尚未打算從今川氏從屬中獨立，不僅不斷出兵騷擾織田氏的領土並攻打織田氏的城寨，同時頻頻上書給義元之子今川氏真，討伐織田信長，為今川義元復仇雪恥。然而今川氏真的無能使得駿河國內的政情越加紊亂，不少今川氏的老臣紛紛出走或逃離，使得元康終於意識到今川氏確定走向敗亡的路途。

### 織田政權時期（1562年－1582年）

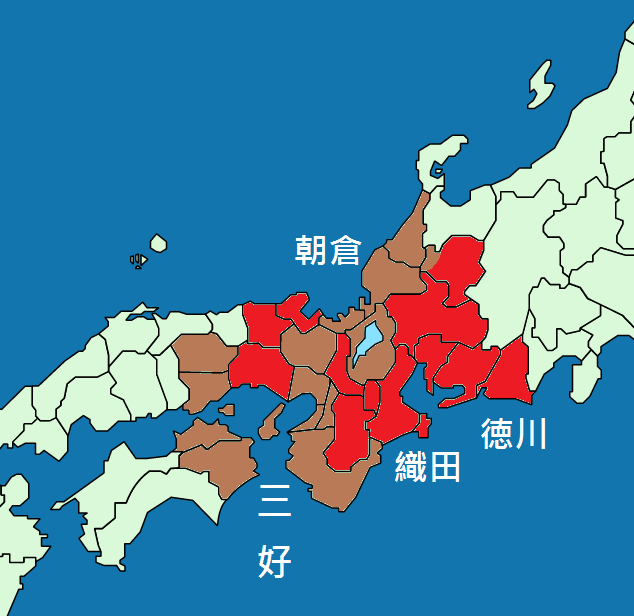
1570年的信長包圍網對織德同盟的對抗

永祿五年（1562年）松平元康接受了织田信长的私下求和，在两国将军队撤离边界与厘清彼此的国界之后，信长邀请松平元康前往尾张的清洲城，暢敘舊情並缔结盟约。松平元康與織田信長締結的軍事同盟清洲同盟，又稱為織德同盟、尾三同盟，為左右日後日本歷史發展的重要同盟，是战国时期许多盟约中缔结双方恪守诺言最好、维持时间最长的一个盟约。
清洲同盟后，永祿六年（1563年）又爆发遍布西三河全境的一向一揆，当时松平元康的部分家臣加入了一揆军，包括了本多正信及三方原之战中慷慨赴义的夏目吉信，这是松平元康人生中的第一个大危机，这对当时只领有三河半国的元康是动摇国本的战争。经过元康近半年的苦心征战，最终用攻心的方法将其瓦解。就这样，冈崎周边地区不安要素被扫除。从此，元康开始推动对今川氏的攻略。拉拢东三河的户田氏和西乡氏这样的豪族的同时，军队向东推进，消灭了鹈殿氏一样的敌对势力。永祿九年（1566年）平定东三河、奥三河（三河国北部），统一三河国。
同年，自朝廷得到從五位下、三河守的任命。不久，松平元康自称松平氏是清和源氏族新田氏的支流得川氏之末裔，并把“得川”改为“德川”，并於永祿九年十二月二十九日（1567年2月18日）得敕许，改姓德川。又把从今川义元拜领到的“元”字改为“家”字。这就是后世熟知的德川家康名字的由来。

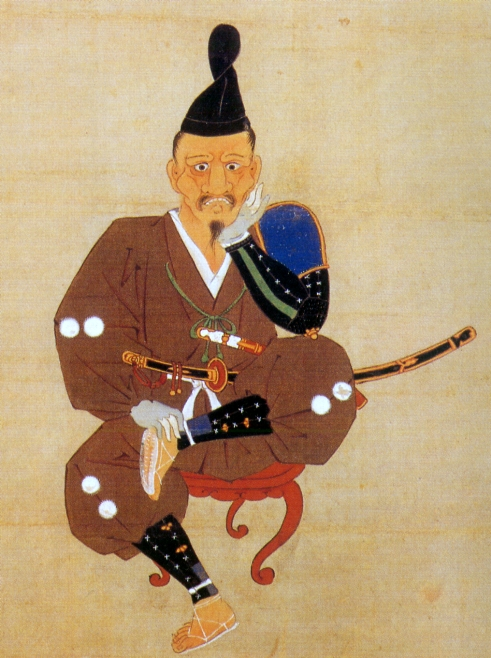
傳說三方原戰役後德川家康要求部下繪下的畫像，已證實為長篠之戰中的家康。

永祿十一年（1568年），甲斐国的武田信玄开始侵略骏河今川的领地（骏河侵攻），武田信玄遣使至岡崎拜会家康，协议两家出兵消灭今川氏，并约定战后以大井川为界，以西归松平氏，往东属武田家，史称大井川会盟。酒井忠次代表家康要求以割让远江国今川舊領为条件而与武田氏结成同盟，呼应骏河侵攻。同年年底，在武田大破骏府城后家康军攻克今川领远江国的曳马城。
永祿十二年（1569年）骏府城失守後，今川氏的新居城挂川城又遭到包围。氏真本固守城池，在笼城战的最后，家康进行开城劝告的呼吁，氏真终于投降。自此家康开始支配远江国。今川氏遭到覆灭的命运，今川氏真也被放逐。从此家康又多获得了廿多万石的领地，同时提高三河在诸大名眼中的地位。元龜元年（1570年），家康將治所迁往曳马城，改名濱松。
家康东进的同时，信长也迈出了统一全国的第一步。永祿十一年（1568年），织田信长奉室町幕府第十三代將軍足利义辉的弟弟义昭行上京之途，家康也向信长派遣了援军。當足利義昭以信長包圍網的外交及戰略包圍織田信長時，企圖以副將軍一職來說服家康，然而家康拒絕足利義昭並繼續協助織田信長。元龜元年（1570年）织田氏和德川氏联军在姊川（今滋贺县长滨市野村町附近）与浅井氏、朝仓氏对垒，史称“姊川合战”（日语：姉川の戦い）。此战，德川军以少胜多击败朝仓军，又配合织田军击败浅井军，立下大功。
元龜三年（1572年）10月，信长包围网的参与者之一武田信玄动员两万五千人意图进军京都（上洛），途经家康的远江国。当时的家康无论是兵力、战略以及实力也比不上信玄。起初信玄刚刚入侵远江国时家康向信长求救，但由于忙于对付近畿一带的反信长势力，信长没有派遣援兵并写信建议家康放弃远江退回三河。但是家康并没有采纳信长的建议，也没有立刻出兵与武田对决。随着远江北部的城池一座座被信玄佔领（一部分被攻破，另一部分投降），二俣城成为信玄的下一个目标。家康由于等待信长的援军而没有救援二俣城，但是当佐久间信盛率领的织田家援军到达时二俣城已经陷落，家康的居城浜松城暴露在武田家的面前。当武田军行军至浜松城北面时突然掉转方向北上三方原，德川军亦尾随至三方原，于同年十二月二十二日下午，两军已经在三方原完成布阵。由于双方兵力悬殊，且用兵之妙信玄又略高一筹，两军交战至下午六时时德川、织田联军大败，织田援将平手泛秀战死。此战德川家死伤一千六百余人，众多家臣战死，家康曾一度想要切腹。其部下分四批陆续扮成德川家康吸引了信玄军兵力，家康本人最终在家臣的拼命保护下突围逃回浜松城。史称三方原会战。传说家康遭武田军山县昌景追击时，曾吓到拉裤子。他让人当场绘下自己愁苦的样子，作为日后激励之用。该画像称为“颦像”。至于武田信玄则继续西征，但攻下野田城后突然折返，原因是信玄病重不久病逝。武田信玄死后，织田信长同年先后消灭了室町幕府以及朝仓义景和浅井久政，浅井长政父子。整体上威胁织田和德川的势力暂时结束。战国大势趋于统一，而家康一面与武田氏对抗，一面加强领内建设。
天正二年（1574年），武田信玄死后继承了武田家的武田胜赖率25,000大军攻打高天神城，家康等待织田军的增援，不过在增援到达前，高天神城已经被攻下。天正3年（1575年），武田胜赖率一万五千人再次攻击德川的领地长篠城，守方奥平信昌仅用500兵死守一段时间。同年5月，德川氏联合意欲一口气扫平武田氏的织田氏于长篠设乐原大破武田胜赖。织田信长命令士兵一人带一把木柴，扎成一道栅栏，用3000火枪兵轮番出击，射死上千武田氏骑兵。虽然两军死伤甚多，不过武田军损失了多名大将，间接使武田家衰退，是为“长篠之战”。
天正七年（1579年），有谣言说德川家康正妻筑山殿（本名叫濑名姬，出生于骏河庵原郡濑名乡，关口亲永之女，母亲是今川义元的妹妹，血缘上即是今川义元的甥女）联合儿子信康（德川家康嫡长子）欲倒向武田家，以及筑山殿和信康对待其妻德姬（织田信长次女）态度恶劣。因此信长下令家康立刻处决筑山殿以及信康，最后筑山在流放途中被家臣刺杀，信康则是切腹谢罪。
天正十年（1582年），织田和德川攻打武田领地，首先是木曾义昌背叛武田家，接着信长和家康和后北条氏政分三路攻击武田的根据地，武田家臣则开始大量倒戈，导致織田、德川、北條三方联军只花了一个月就歼灭了武田家。胜赖在天目山将武田家第二十代家督的身分传给嫡子武田信胜以完成信玄的遗愿，完成信玄的遗愿后，与妻子切腹自尽。家康因其战功，被信长增封家康骏河一国。信长颁布武田狩猎令，即任何与武田有关的人都要扑杀（武田氏家臣穴山梅雪因投降信长免遭处罚），家康则暗中命令井伊直政招降并藏匿武田家的遗臣（此即后来在小牧·长久手之战大放异彩的井伊赤备队），与织田信长杀害遗臣有所分别，而江户时代的武田氏族几乎是家康在此时所藏匿的。

### 豐臣政權時期（1582年－1598年）
天正10年6月2日（1582年6月21日），消灭武田氏的势力后，信长招待家康到安土城，部下嫌料理难吃（大多说法是信长嫌主办人明智光秀招待不周，鱼虾有腥臭），信长当场惩处光秀。6月22日，光秀谋反，以迅雷不及掩耳之势包围京都本能寺，信长失蹤，史称本能寺之变。信长一死，各大名之间展开了激烈斗争，爭奪政权。本能寺之变时德川家康正在堺市（又称“堺港”，现位于大阪府中部），因急取近道需经伊贺返回三河，期间由德川四天王酒井忠次、本多忠勝、榊原康政、井伊直政、服部正成、茶屋四郎次郎（清延）等人护送平安回到三河，才免遭危难，后称“神君伊贺穿越”。此时羽柴秀吉在山崎之战（又称天王山之战）击败明智光秀。明智光秀逃亡至时小栗栖被专门猎杀落魄武士的农民擒擭。
天正10年，家康在平安回到冈崎后，乘机发兵进攻统治空窗期的武田旧领，与同时窥伺武田旧领的北条氏发生激烈冲突，期间依田信蕃、真田昌幸的奇袭作战成功的截断北条军的补给线，北条军在将上野与佐久郡仅有的军力投入后亦无法挽回颓势，尤其关东平原的佐竹义重此时又开始蠢蠢欲动，使北条终于决定与德川讲和。10月29日缔结和议，内容如下：一、氏直迎娶家康之女督姬。二、甲斐、信浓归家康所有，上野则放任北条侵吞，互不干涉。战争至此告一段落。
本能寺之变后，羽柴秀吉迅速赶回并成功打败明智光秀和政敌柴田胜家之后，成为织田家家臣中，最具威望和实力之人。而此时，织田信长次子织田信雄亦日益感受到秀吉对他的极大威胁。于天正十一年（1583年），与德川家康联合，对抗羽柴秀吉。天正十二年（1584年）3月，秀吉挟其在山崎、贱岳两战皆胜之余威号称约12万5千余名大军准备开战。当时德川军加上信雄兵力，总数约6万余人，处于劣势。于是家康在经过深思熟虑之后，所采用策略是：取内线集中优势兵力以主动攻势为原则，且视时机而动。3月28日德川家康急行军抵达小牧山和自长岛赶来的织田信雄军一起集结布阵。秀吉军远道而来，师劳兵疲，兵力虽多，但德川军防守严密，不敢贸然进攻，于是采用池田恒兴所建议之迂回战术（另一说为其养子三好秀次所建议），派2万大军意图直接攻击德川居城三河冈崎城，使德川军军心动摇，不战而败；且小牧山地势孤立，如果军队绕至小牧山后，来个前后夹攻，德川军必败无疑。而家康早已得到情报，并在必经之路长久手谷地设伏，池田军大败。当秀吉赶来救援为时已晚，战争于是陷入僵持阶段，由于长期交战军兵疲惫，再加上德川家康又迟迟不与秀吉就此一战，迫使羽柴秀吉与织田信雄单方面进行和谈。自此之后，德川家康即在战略上陷入孤立态势。12月，德川家康基于政治及战略考量下将次子于义丸（即后来的结城秀康）送与秀吉作养子，臣服于羽柴秀吉。
天正十三年（1585年）德川氏和北条氏双方达成分割武田家遗领的协议。可当德川家康要求当地领主真田昌幸归还沼田城给北条氏时，真田以此地为我故有支配而拒绝，并与敌对关系的上杉氏友好。同年7月，回到滨松城的家康得知真田昌幸谋反，立即于8月派7千兵力开赴上田城，而真田军兵力只有1千5百人。8月2日德川军进攻二丸遭受猛力反击而撤退，在撤退期间同时遭到上田城城兵的追击和来自户石城的侧面攻击，德川军因而陷入混乱，在追击战中矢泽城的士兵同时出击。结果在神川，德川军多数的士兵溺死。真田军凭借的地形之利使德川军战死达1千3百人，而己方只损失40人。不久真田方得知上杉军派出增援部队，28日德川军开始撤退。大久保忠世诸将还留在城内打算奋力一拼。但是11月德川的谱代重臣石川数正出奔到丰臣家，至此德川军完全放弃，全军退出。此战在《真田军记》和《三河物语》都有记录。真田昌幸因此被评为拥有优秀智谋的武将，也因此家康对真田氏评价颇高，故改采怀柔政策，将本多忠胜女儿本多小松嫁给昌幸长子信之。
天正17年（1589年）后北条氏拒绝臣服丰臣家，于是丰臣秀吉下令全日本大名讨伐北条。家康在支援战线上有不少功劳，以家康为主力的军队从东海道向小田原进发，最终北条氏在小田原城被包围一段时间后投降。关白丰臣秀吉就此统一日本。战后家康转封关东，领有相模国、伊豆国、武藏国、上野国大部、下野国小部、下总国、上总国（至关原之战时，约为二百五十五万七千石），修建江户城为主城。家康移封关东之事一宣布，内藤清成便奉家康令，率领大谷庄兵卫、村田右卫门等人，正式接受城池。天正18年八月初一，德川家康踏上了决定他后半生命运的江户土地。
慶長元年（1596年）五月八日，被秀吉推舉為內大臣，因此被時人稱為「江戶之內府」。

### 秀吉後繼者：奪取霸權、關原之戰（1598年－1600年）
慶長三年（1598年），豐臣秀吉病逝，繼承人是只有六歲的獨子豐臣秀賴。豐臣秀吉於病逝前設立五大老和五奉行，家康為五大老首席。家康在秀吉病逝前，安排與部分大名進行婚姻，又在秀吉死後，私自分封領地；因此開始造成其他中老和奉行的不滿，尤以石田三成最為不滿，三成的行動惹來了加藤清正、福島正則等人襲擊(文治、武鬥派鬥爭)。在家康安排下，三成在佐和山城隱居。家康繼續在伏見城及大坂城執行政務。
慶長四年（1599年）在大阪城祝賀秀賴時，家康察覺了對自己的暗殺計劃，主謀者是前田利長、淺野長政、大野治長及土方雄久。大坂城內要求討伐前田利長的聲勢高昂。家康在準備出兵之際，前田利長將他的生母芳春院送往江戶城成為人質，事件得以平息。
不過，不滿家康的聲音並沒有減退，戶澤正盛匯報東北地方大名上杉景勝積極進行軍備，行動極不尋常，家康派遣使者要求景勝匯報甚至迫使上洛。上杉景勝沒有理會警告，其家臣直江兼續寫了《直江狀》指責家康，家康看過後大怒，終在5月3日發表討伐上杉的宣言。雖然五奉行中的前田玄以、長束正家和增田長盛以及三中老的中村一氏及生駒親正要求中止出征，但家康決意行動，6月16日由大坂城出發，7月2日到達江戶城。
7月中旬，石田三成與部分支持豐臣家的大名開始有所行動，以打倒家康為目的，7月18日包圍伏見城，並開始進行攻擊。8月1日西軍攻下了伏見城。7月24日家康在小山的時候，斥候匯報了石田三成起兵的舉動。家康在7月25日進行小山評定，大部分的隨行大名支持德川家康的行動，並立即折返到江戶城。
8月家康回到江戶城，並派遣先鋒部隊在東海地方及東近畿地方交戰。家康在9月1日出發，9月14日到達美濃。9月15日雙方在關原交戰，最初的形勢對東軍不利，西軍逐步進迫到本陣；不過到了中午左右，保持中立的小早川秀秋受到德川軍恐嚇射擊後叛變支持東軍，形勢得以扭轉（也有论点认为小早川秀秋早就已经暗地和德川家康勾结，射击不过只是指示叛變時機的信号而已）。最後東軍在此場戰爭取勝，自此權力落在德川家手中。

### 就任將軍、创立幕府（1600年－1614年）
戰後，家康積極處理政務，調配大名間的領土，而且經常在京都活動。為了成為將軍，他嘗試將德川氏的系譜改變（其实从“松平”改为“德川”时就早已改变了）。1603年（慶長八年），朝廷中的使者到達伏見城，德川家康正式被天皇冊封為征夷大将军，并创立江户幕府，也称为德川幕府，同年將千姬嫁給豐臣秀賴以示友好。
慶長十年（1605年）德川家康把將軍之位交給三子德川秀忠，稱為大御所。家康表面上在駿府城隱居，但實際上仍然以大御所的身分執掌一切政務，在岡本大八事件和大久保長安事件之中均由家康作主導。

### 大坂之战、消滅豐臣（1614年－1615年）
在慶長十九年（1614年）的方廣寺鐘銘事件中，家康憑藉鐘銘內文「國家安康」，將「家康」之名諱分離，似乎有將德川家康斬首分屍之意，有對自己不利的等文句，嘗試迫使秀賴完全臣服；但是豐臣方擺出備戰的姿態：豐臣軍積極招募浪人，加強軍備，但卻沒有大名加入大阪方（除了阿波的蜂須賀家政但被家督至鎮勸說，放棄舉兵），致使德川家康下令各諸侯準備攻擊大坂城。德川軍在11月15日開始進行攻擊，並步步進迫，迫使豐臣的軍隊撤回大坂城內，12月4日前田軍和松平軍擅自攻擊真田丸，遭到真田幸村的猛烈反抗，結果大敗。家康最終利用大筒直接攻擊大坂城，迫使淀殿（豐臣秀賴的母親淀夫人）提出交涉，雙方達成協議，豐臣方面要求德川不得處分秀賴等參戰諸將，秀賴、淀殿不用前往江戶作人質，家康看似寬大的爽快答應，唯一的條件是：將大坂方面除了本丸外所有外城及城防一併拆除並且填平護城溝(這樣為了更好攻陷大坂城，而做出的舉動。)。至此大坂城成了一座裸城，戰事暫告停止，稱大坂冬之陣。
1615年，填平了一切壕溝，拆毀了二丸、三丸的大坂城形同裸城一般，家康見時機成熟再次出兵，而豐臣軍在這次戰役雖然積極迎擊，但是只剩本丸的大坂城比山砦還不如，德川軍在多處地方相繼捷報，最終迫近大坂城。但在天王寺岡山之戰中，家康一度陷入危機，真田幸村擊潰松平忠直帶領的一萬五千越後兵壓進家康本陣，導致家康旗本眾大崩潰，本陣倒退數里後才穩下陣腳，這也是家康一生除了三方原之戰外最狼狽的一戰，甚至一度被真田軍勢逼得差點自盡，本陣部隊竟然死傷潰散到只剩近衛小栗正忠一人在德川家康身邊 ，最後勉強逃出一命；同時德川秀忠在岡山戰鬥，亦因為過於突出，遭到大野軍的突擊陷入混亂，當眾將聽聞家康有危險而作出救援，在兵力懸殊的優勢下，德川軍最終取得勝利。家康為了斬草除根徹底滅掉豐臣家血脈，豐臣秀賴被逼切腹自盡，遺兒國松在戰後不久被擄獲而處死，豐臣家宣布正式滅亡，是為大坂夏之陣。

### 元和偃武、受封相國（1615年－1616年）

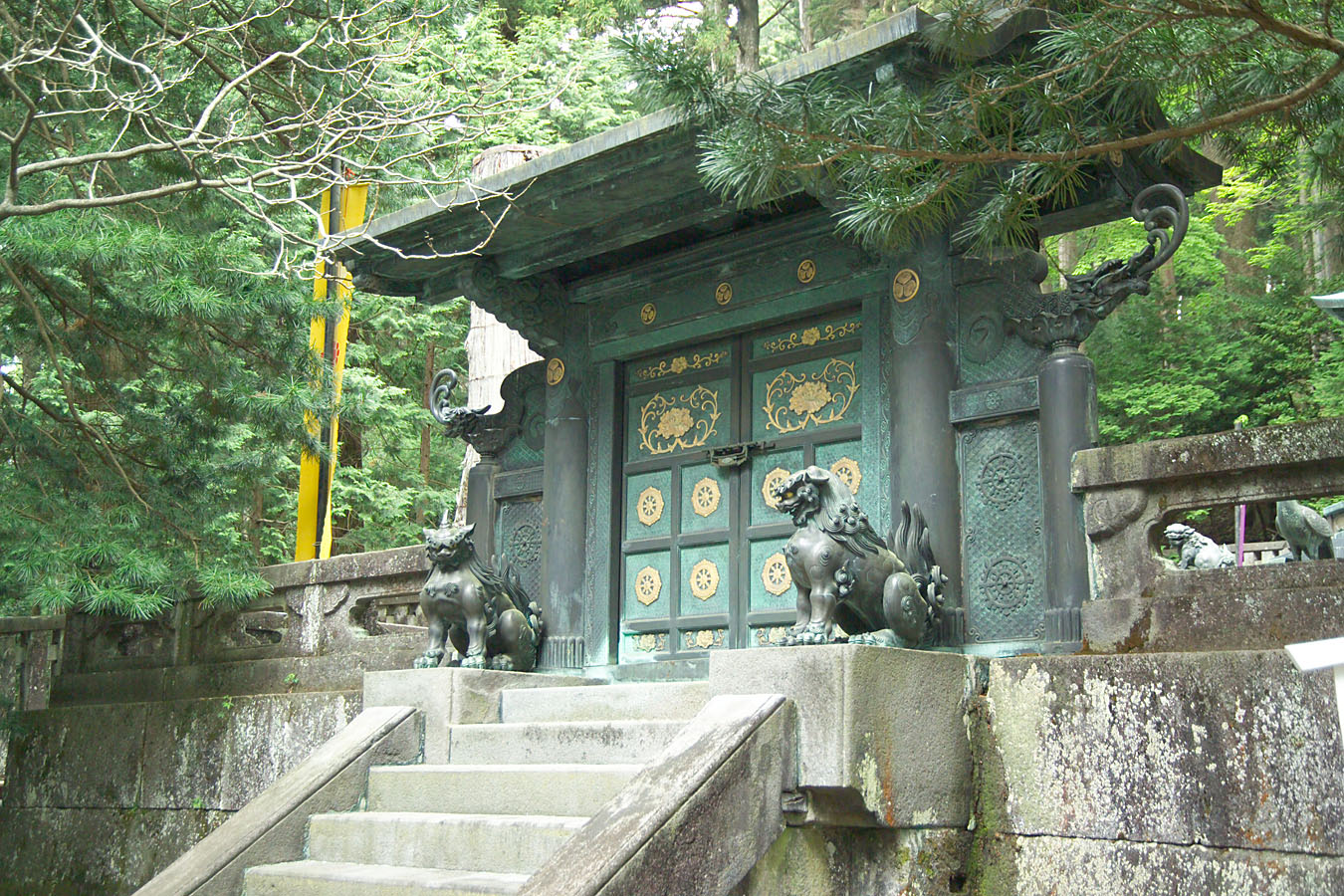
日光東照宮德川家康墓

元和元年（1615年）大坂之役後，家康實行一國一城令和武家諸法度等政策，維持國家穩定。元和二年（1616年）正月，在一次出外獵鷹時突然腹痛倒下，從此臥病不起。3月17日受朝廷任命為太政大臣。四月十七日（公历6月1日）巳時（約上午10時），德川家康病逝於駿府城內，享壽七十四歲。
同年，二代將軍德川秀忠遵照父親的遺囑，將德川家康的靈柩從駿府城移靈至久能山東照宮（靜岡縣靜岡市）停靈一年後，元和三年（1617年)三月十五日，再從久能山東照宮移靈至日光東照宮（今栃木縣日光市山上)。四月十七日（6月1日）舉行下葬儀式，牌位入大殿供奉。死後尊稱神君，追贈正一位，並賜予神號東照大權現，法名安國院。

## 官位
- 1566年12月29日：從五位下三河守。
- 1568年1月11日：從五位下左京大夫。
- 1571年1月11日：從五位上待從。
- 1574年1月5日：正五位下。
- 1577年12月10日：從四位下。
- 1577年12月29日：右近衛權少將。
- 1580年1月5日：從四位上。
- 1583年10月5日：正四位下。
- 1583年10月7日：左近衛權中將。
- 1584年2月27日：從三位參議。
- 1586年10月4日：權中納言。
- 1586年11月5日：正三位。
- 1587年8月8日：從二位權大納言。
- 1596年5月8日：正二位內大臣。
- 1602年6月1日：從一位。
- 1603年2月12日：右大臣。征夷大將軍。
- 1603年10月16日：辭任右大臣。

德川家家紋

- 1605年4月16日：辭任征夷大將軍，幕後掌政。
- 1615年：消滅豐臣氏，統一天下。
- 1616年3月17日：任太政大臣。
- 1616年6月1日：去世，追贈正一位。

## 家族
先祖
- 松平長親，家康高祖父，松平家第5代當主
- 松平信忠，家康曾祖父，松平家第6代當主
- 松平清康，家康祖父，松平家第7代當主
- 松平廣忠，家康親父，松平家第8代當主

妻妾
- 御台所（正室，1579年歿）：築山殿（西來院、瀨名、鶴姬，關口親永之女，人們稱其為關口夫人）
- 御台所（繼室）：駿河御前（南明院、旭姬、朝日姬，豐臣秀吉之妹）
- 側室：西郡局（蓮葉院、西郡之方，鵜殿長忠之女）
- 側室：小督局（長勝院、於萬之方，永見吉英之女）
- 側室：西鄉局（龍泉院、阿愛之方，戶塚忠春之女）
- 側室：阿茶局（雲光院、飯田須和，飯田直政之女）
- 側室：良雲院（阿竹之方，市川昌永之女）
- 側室：下山殿（妙真院、於都摩之方，秋山虎康之女）
- 側室：於牟須之方（三井吉正之女）
- 側室：於茶阿之方（朝覺院、茶阿局，花井氏之女）
- 側室：阿梶之方（英勝院，太田康資之女）
- 側室：阿龜之方（相應院，志水宗清之女）
- 側室：阿萬之方（養珠院，正木邦時之女）
- 側室：阿夏之方（清雲院，長谷川藤直之女）
- 側室：阿梅之方（蓮華院，青木一矩之女）
- 側室：阿仙之方（泰榮院，宮崎泰景之女）
- 側室：阿六之方（養儼院，黑田直政之女）
- 側室：松平氏（松平重吉之女）
- 側室：法光院
- 側室：三條氏

子
- 松平信康（1559年～1579年，母：築山殿）
- 結城秀康（1574年～1607年，母：小督局）
- 德川秀忠（1579年～1632年，母：西鄉局）
- 松平忠吉（1580年～1607年，母：西鄉局）
- 武田信吉（1583年～1603年，母：於都摩）
- 松平忠輝（1592年～1683年，母：茶阿局）
- 松平松千代（1594年～1599年，母：茶阿局）
- 平岩仙千代（1595年～1600年，母：阿龜）
- 德川義直（1600年～1650年，母：阿龜）
- 德川賴宣（1602年～1671年，母：阿萬）
- 德川賴房（1603年～1661年，母：阿萬）
- 私生子（？）：鈴木一藏（1565年～？）
- 私生子（？）：土井利勝（1573年～1644年）
- 私生子：永見貞愛（1574年～1605年，母：小督局）
- 私生子：松平民部（1582年～1616年，母：法光院）
- 私生子：小笠原權之丞（？～1615年，母：三條氏）

女
- 長女：龜姬（1560年～1625年，母：築山殿）－奥平信昌室
- 次女：督姬（1565年～1615年，母：西郡局）－北條氏直、池田輝政室
- 三女：振姬（1580年～1617年，母：良雲院）－蒲生秀行、淺野長晟室
- 四女：松姬（1596年～1598年）
- 五女：市姬（1607年～1610年，母：英勝院）

養子
- 松平家治－奧平信昌次男、家康之外孫
- 松平忠政－奧平信昌三男、家康之外孫
- 松平忠明－奧平信昌四男、家康之外孫
- 良純入道親王－後陽成天皇第八皇子

養女
- 小松姬（大倫院）－本多忠勝之女，真田信之室
- 滿天姬（葉縱院）－松平康元之女，福島正之、津輕信牧室
- 榮姬（大涼院）－保科正直之女，黑田長政室
- 阿姬（光照院）－松平定勝之女，山內忠義室
- 蓮姬（長壽院）－松平康直之女，有馬豐氏室
- 國姬（榮壽院）－本多忠政之女，堀忠俊、有馬直純室
- 龜姬（圓照院）－本多忠政之女，小笠原忠真室
- 萬姬（敬台院）－小笠原秀政之女，蜂須賀至鎮室
- 久松院－松平康元之女，田中忠政、松平成重室
- 淨明院－松平康元之女，中村一忠、毛利秀元室
- 唐梅院－松平康親之女，井伊直政室
- 高源院－岡部長盛之女，鍋島勝茂室
- 清淨院－水野忠重之女，加藤清正室
- 貞松院－保科正直之女，小出吉英室
- 松平氏－名不詳，松平康元之女，松平忠政、菅沼定芳室
- 松平氏－名不詳，松平康元之女，岡部長盛室

## 逸事
- 以節儉聞名，当看到加装饰的便器时立刻叫人砸烂。在三河时夏天就吃麦饭，有时叫部下也吃掺了麦的米饭，说是农民夏天最劳苦，怎么能自己一个吃饱饭。有一次马厩坏了，他说这样能养出更顽强的马，于是不加修理。还叫人反复发掘骏河旧铸钱所遗迹，掘出了相当于千两黄金的铜。[11]

## 登場作品
書籍
- 三河物語（大久保忠教著）
- 信長公記（太田牛一著）

小說
- 德川家康（講談社、山岡莊八著）
- 關原（日语：関ヶ原 (小説)）（新潮社、司馬遼太郎著）
- 城塞（日语：城塞 (小説)）（新潮社、司馬遼太郎著）
- 霸王之家（日语：覇王の家）（新潮社、司馬遼太郎著）
- 影武者德川家康（新潮社、隆慶一郎著）
- 乾坤之夢（文藝春秋、津本陽（日语：津本陽）著）
- 將軍（英语：Shōgun (novel)）（Delacorte Press and Hodder & Stoughton（英语：Hodder & Stoughton）、詹姆士．克萊威爾（英语：James Clavell）著）

影視劇
- 織田信長（日语：織田信長 (映画)）（1940年、日活、演：宗春太郎）
- 太閤記（1957年、NTV、演：勝田久）
- 敵在本能寺（1960年、松竹、演：嵐寛壽郎（日语：嵐寛寿郎））
- 反逆兒（日语：反逆児 (1961年の映画)）（1961年、東映、演：佐野周二）
- 織田信長（日语：織田信長 (1962年のテレビドラマ)）（1962年、ABC、演：中研二）
- 德川家康（1964年、NET、演：市川右太衛門）
- 大話太閤記（日语：ホラ吹き太閤記）（1964年、東宝、演：谷啓）
- 太閤記（日语：太閤記 (NHK大河ドラマ)）（1965年、NHK大河劇、演：尾上菊藏）
- 德川家康（日语：徳川家康 (1965年の映画)）（1965年、東映、演：北大路欣也）
- 戰國太平記 真田幸村（1966年、TBS、演：中村勘三郎（日语：中村勘三郎 (17代目)））
- 大奧（1968年、KTV、演：中村竹彌（日语：中村竹弥））
- 戰國艷物語（日语：戦国艶物語#第二部・淀君編）（1969年、ABC、演：永田靖）
- 天與地（1969年、NHK大河劇、演：松山省二（日语：松山政路））
- 德川秀忠之妻（日语：徳川秀忠の妻）（1969年、CX、演：尾上九朗右衛門（日语：尾上九朗右衛門 (2代目)））
- 大坂城之女（日语：大坂城の女）（1970年、KTV、演：山形勲）
- 女人武藏（日语：女人武蔵）（1971年、KTV、演：永井智雄）
- 春之坂道（日语：春の坂道）（1971年、NHK大河劇、演：山村聰）
- 國盜物語（日语：国盗り物語 (NHK大河ドラマ)）（1973年、NHK大河劇、演：寺尾聰）
- 新書太閤記（日语：新書太閤記#新書太閤記（NETテレビ））（1973年、NET、演：河原崎長一郎）
- 柳生一族的陰謀（日语：柳生一族の陰謀#連続ドラマ）（1978年、KTV、演：乃木年雄）
- 黃金的日子（日语：黄金の日日）（1978年、NHK大河劇、演：兒玉清）
- 真田幸村的謀略（日语：真田幸村の謀略）（1979年、東映、演：中村錦之助（日语：萬屋錦之介））
- 影武者（1980年、東寶、演：油井昌由樹）
- 猿飛佐助（日语：猿飛佐助 (1980年のテレビドラマ)）（1980年、NTV、演：西村晃）
- 忍者武藝帖 百地三太夫（日语：忍者武芸帖 百地三太夫）（1980年、東映、演：渡邊文雄（日语：渡辺文雄 (俳優)））
- 風神之門（日语：風神の門#テレビドラマ版）（1980年、NHK、演：入江正夫（日语：入江英義））
- 女太閤記（1981年、NHK大河劇、演：法蘭奇堺（日语：フランキー堺））
- 關原（日语：関ヶ原 (テレビドラマ)）（1981年、TBS、演：森繁久彌）
- 戰國的女子們（1982年、CX、演：金田龍之介）
- 大奧（1983年、KTV、演：若山富三郎）
- 女子們的大坂城（日语：女たちの大坂城）（1983年、NTV、演：三船敏郎）
- 德川家康（1983年、NHK大河劇、演：瀧田榮（日语：滝田栄））
- 真田太平記（日语：真田太平記 (テレビドラマ)）（1985年、NHK、演：中村梅之助（日语：中村梅之助 (4代目)））
- 風雲 柳生武藝帳（日语：風雲 柳生武芸帳）（1985年、TX、演：田中明夫）
- 女人風林火山（日语：おんな風林火山）（1986年、TBS、演：國廣富之（日语：国広富之））
- 太閤記（日语：太閤記 (1987年のテレビドラマ)）（1987年、TBS、演：本田博太郎）
- 獨眼龍政宗（1987年、NHK大河劇、演：津川雅彥）
- 野風之笛（1987年、NTV、演：高品格）
- 風雲江戶城 怒濤之將軍德川家光（日语：風雲江戸城 怒涛の将軍徳川家光）（1987年、TX、演：岡田英次）
- 武田信玄（1988年、NHK大河劇、演：中村橋之助（日语：中村芝翫 (8代目)））
- 春日局（1989年、NHK大河劇、演：丹波哲郎）
- 德川家康（日语：徳川家康 (1988年のテレビドラマ)）（1988年、TBS、演：松方弘樹）
- 阿市御寮人（1989年、NTV、演：岡野進一郎）
- 織田信長（日语：織田信長 (1989年のテレビドラマ)）（1989年、TBS、演：真田廣之）
- 風雲！真田幸村（日语：風雲!真田幸村）（1989年、TX、演：若山富三郎）
- 本覺坊遺文 千利休（日语：本覚坊遺文 千利休）（1989年、東宝、演：熊田正春）
- 利休（日语：利休 (映画)）（1989年、松竹、演：中村吉右衛門（日语：中村吉右衛門 (2代目)））
- 女帝 春日局（日语：女帝 春日局）（1990年、東映、演：若山富三郎）
- 宮本武藏（日语：宮本武蔵 (1990年のテレビドラマ)）（1990年、TX、演：玉生司郎）
- 武田信玄（日语：武田信玄 (1991年のテレビドラマ)）（1991年、TBS、演：金田賢一）
- 豪姬（日语：豪姫 (映画)）（1992年、松竹、演：井川比佐志）
- 信長KING OF ZIPANGU（1992年、NHK大河劇、演：鄉裕美）
- 德川家康 戰國最後的勝利者（1992年、ANB、演：北大路欣也）
- 獲取天下的男人 豐臣秀吉（日语：天下を獲った男 豊臣秀吉）（1993年、TBS、演：三浦友和）
- 獨眼龍的野望 伊達政宗（1993年、ANB、演：石橋蓮司）
- 琉球之風（1993年、NHK大河劇、演：小林旭）
- 織田信長（日语：織田信長 (1994年のテレビドラマ)）（1994年、TX、演：風間杜夫）
- 愛與野望的獨眼龍 伊達政宗（1995年、TBS、演：山城新伍）
- 豐臣秀吉 獲取天下！（日语：豊臣秀吉 天下を獲る!）（1995年、TX、演：竹中直人）
- 影武者織田信長（1996年、ANB、演：西田健）
- 秀吉（1996年、NHK大河劇、演：西村雅彥）
- 德川之女（日语：徳川の女）（1997年、TX、演：林隆三）
- 影武者德川家康（日语：影武者徳川家康#テレビドラマ (1998年・テレビ朝日版)）（1998年、ANB、演：高橋英樹）
- 梟之城（1999年、東寶、演：中尾彬）
- 加賀百萬石：母子的戰國歷險（日语：加賀百万石 母と子の戦国サバイバル）（1999年、NHK、演：里見浩太朗）
- 葵德川三代（2000年、NHK大河劇、演：津川雅彥）
- 利家與松（2002年、NHK大河劇、演：高嶋政宏）
- 太閤記 被喚為猴子的男人（日语：太閤記 サルと呼ばれた男）（2003年、CX、演：宇梶剛士）
- 武藏MUSASHI（2003年、NHK大河劇、演：北村和夫）
- 大奥 第一章（2004年、CX、演：藤田真（日语：藤田まこと））
- 國盜物語（日语：国盗り物語#新春ワイド時代劇版）（2005年、TX、演：澤村一樹）
- 太閤記 獲取天下的男人・秀吉（日语：太閤記〜天下を獲った男・秀吉）（2006年、EX、演：内藤剛志）
- 功名十字路（2006年、NHK大河劇、演：西田敏行）
- 天下騷亂〜德川三代的陰謀（日语：天下騒乱〜徳川三代の陰謀）（2006年、TX、演：山崎努）
- 信長之棺（日语：信長の棺#テレビドラマ）（2006年、EX、演：西鄉輝彥）
- 茶茶 天涯的貴妃（2007年、東映、演：中村獅童）
- 敵在本能寺（2007年、EX、演：椎名桔平）
- 風林火山（2007年、NHK大河劇、演：坂本恵介）
- 德川家康與三個女子（日语：徳川家康と三人の女）（2008年、EX、演：松平健）
- 大盗石川五右卫门（2009年、松竹、演：伊武雅刀）
- 寧寧：女太閤記（2009年、TX、演：高橋英樹）
- 柳生武藝帳（日语：柳生武芸帳#2010年）（2010年、TX、演：石橋蓮司）
- 天地人（2009年、NHK大河劇、演：松方弘樹）
- 戰國疾風傳 二人軍師（日语：戦国疾風伝 二人の軍師 秀吉に天下を獲らせた男たち）（2011年、TX、演：松平定知）
- 江~公主們的戰國~（2011年、NHK大河劇、演：北大路欣也）
- 信長的主廚（2013年、EX、演：竹山隆範）
- 女信長（2013年、CX、演：藤木直人）
- 軍師官兵衛 （2014年、NHK大河劇、演：寺尾聰）
- 信長協奏曲（2014年、CX、演：濱田岳）
- 傾奇者慶次（日语：かぶき者 慶次）（2015年、NHK、演：綿引勝彦）
- 信長燃燒（日语：信長燃ゆ#テレビドラマ）（2016年、TX、演：山田純大）
- 真田丸（2016年、NHK大河劇、演：內野聖陽）
- 石川五右衛門（2016年、TX、演：林家正藏（日语：林家正蔵 (9代目)））
- 女城主 直虎（2017年、NHK大河劇、演：阿部貞夫）
- 關原（日语：:関ヶ原 (映画)）（2017年、東寶、演：役所廣司）
- 我的金崎（日语：FNS27時間テレビ (2017年)）（2017年、CX、演：渡邊一惠）
- 家康、整建江戶（日语：家康、江戸を建てる）（2019年、NHK、演：市村正親）
- 麒麟來了（2020年、NHK大河劇、演：風間俊介）
- 直衝青天（2021年、NHK大河劇、演：北大路欣也）
- 群青戰記（2021年、東寶、演：三浦春馬）
- 桶狹間〜織田信長 霸王的誕生〜（日语：桶狭間 OKEHAZAMA〜織田信長〜）（2021年、CX、演：鈴鹿央士）
- 新・信長公記～同班同學是戰國武將～（2022年、NTV、演：小澤征悅）
- THE LEGEND & BUTTERFLY（2023年、東映、演：斋藤工）
- 家康與三成的手機（日语：家康と三成のスマホ）（2023年、NHK、演：安田顯）
- 怎麼辦家康（2023年、NHK大河劇、演：松本潤）
- 如果德川家康成為總理大臣（2024年預定、電影、演：野村萬齋）
- 豐臣兄弟！（2026年預定、NHK大河劇、演：松下洸平）

動漫畫
- 德川家康（講談社、山岡莊八著・横山光輝畫）
- 影武者德川家康（集英社、隆慶一郎著・原哲夫畫）
- 銀魂（集英社、空知英秋作）
- 信長協奏曲（小學館、石井步作）
- 新·信長公記～信長君與我～（講談社、甲斐谷忍作）
- 少年德川家康（1975年、NET電視台、配音：野田圭一（日语：野田圭一））

遊戲
- Crash Fever (超巫師級)
- 戰國無雙系列/無雙OROCHI系列（配音：中田讓治）
- 戰國BASARA系列（配音：大川透）
- 信長之野望系列
- 太閣立志傳系列
- 世紀帝國3:亞洲王朝
- 战国兰斯
- 美男戰國：穿越時空之戀（配音：增田俊樹）
- 人中之龍 見參!（配音：阪脩）
- 激鬥棒球魂
- 仁王 (光榮、配音：市村正親)

模型玩具
- 真空路守 NO.1 家康張斬
- Doyusha童友社1/3名刀二刀豐臣秀吉
- Doyusha童友社1/3日本名刀系列SW6~德川家康所用-葵紋太刀拵~日光東照宮藏
- Doyusha童友社 兜kabuto 德川家康
- Doyusha童友社 1/4 德川家康 南蠻鉢齒朵之兜
- bb戰士 NO.355 SD戰國傳 武神降臨篇 德川家康頑駄無

其他
- 豐田汽車ReBORN系列廣告（演：堺雅人）